# Podosphaera fuliginea
Podosphaera fuliginea (Schltdl.) U. Braun & S. Takam. – gatunek grzybów należący do mączniakowatych (Erysiphaceae). Pasożyt obligatoryjny różnych gatunków przetacznika (Veronica) oraz innych roślin, m.in. z rodziny dyniowatych (Cucurbitaceae).

## Systematyka i nazewnictwo
Pozycja w klasyfikacji według Index Fungorum: Podosphaera, Erysiphaceae, Helotiales, Leotiomycetidae, Leotiomycetes, Pezizomycotina, Ascomycota, Fungi.
Po raz pierwszy takson ten zdiagnozował w 1819 roku Diederich Franz Leonhard von Schlechtendal nadając mu nazwę Alphitomorpha fuliginea. Obecną, uznaną przez Index Fungorum nazwę nadali mu w 2000 roku Uwe Braun i Susumu Takamatsu.
Synonimy:
- Alphitomorpha fuliginea Schltdl. 1819
- Erysiphe fuliginea (Schltdl.) Link 1824
- Sphaerotheca fuliginea (Schltdl.) Pollacci 1911
- Sphaerotheca humuli var. fuliginea (Schltdl.) E.S. Salmon 1900
- Sphaerotheca macularis var. fuliginea (Schltdl.) W.B. Cooke 1952

## Morfologia
Na obydwu stronach porażonych liści tworzy początkowo pajęczynowatą, białą i cienką, potem coraz grubszą i coraz ciemniejszą, w końcu brązową i wełnistą grzybnię. Appressoria niewyraźne. Klejstotecja o wymiarach 60–85 µm, przeważnie w gęstych grupach. Worki pojedyncze, 8-zarodnikowe, ale czasami trafiają się 6-zarodnikowe. Przyczepki w różnych liczbach, pod równikiem, kuliste, o średnicy 0,5–5 µm, septowane, przeważnie nierozgałęzione, brązowe. Konidia owalne, powstające w łańcuszkach, z ciałkami fibrozyny.

## Występowanie i siedlisko
Opisano występowanie Podosphaera fuliginea w Ameryce Północnej, Azji i Europie. Jest pospolity, u porażonych roślin wywołuje chorobę o nazwie mączniak prawdziwy. Często występuje wraz z Golovinomyces magnicellulatus.
Występuje na następujących gatunkach przetacznika: Veronica agrestis, amethystina, anagalloides, arvensis, austriaca & subsp. dentata + teucrium, bachofenii, barrelieri, beccabunga, candida, caucasica, chamaedrys, exaltata, filiformis, gentianoides, hederifolia, incana, kerneri, longifolia, lyallii, montana, myrtifolia, officinalis, opaca, orchidea, orientalis, persica, polita, prostrata, saturejoides, serpyllifolia, spicata, spuria, urticifolia, verticillata, waldsteiniana.